# Knill
Knill is een civil parish in het Engelse graafschap Herefordshire. In 2001 telde het civil parish 33 inwoners. Knill komt in het Domesday Book (1086) voor als 'Chenille'.